# 杯烯
杯烯（Calicene）的分子式为C8H6，是富瓦烯类（fulvalenes）的一种。杯烯具有环丙烯环和环戊二烯环，根据休克尔分子轨道法的计算，杯烯应有很大的共振能，不过实验值不如理论值大。杯烯两环之间的双键高度极化，形成环戊二烯负离子和环丙烯正离子各自满足芳香性的4n+2规则，这也造成了分子不寻常的大偶极矩，达4.66D。

## 参看
- 丙富瓦类（Triafulvalene）
- 富瓦烯（Fulvalene）
- 戊庚富瓦烯（Pentaheptafulvalene）
- 聯杯烯（Bicalicene）
- 富烯（Fulvene）
- 富烯类（Fulvenes）